# Jungfrau
La Jungfrau (/ˈjʊŋfʁaʊ̯/) est un sommet individualisé des Alpes situé en Suisse dans le massif des Alpes bernoises. Il culmine à 4 158 mètres d'altitude.

## Toponymie
Le nom de la Jungfrau — qui signifie littéralement « jeune femme » et qu'on peut également traduire par « vierge » — proviendrait des augustiniennes qui possédaient des alpages au nord-ouest de la montagne. Ceux-ci étaient appelés « monts des vierges » (Jungfrauenberge en allemand) en référence aux nonnes. Le nom a été généralisé et appliqué au sommet.

## Géographie

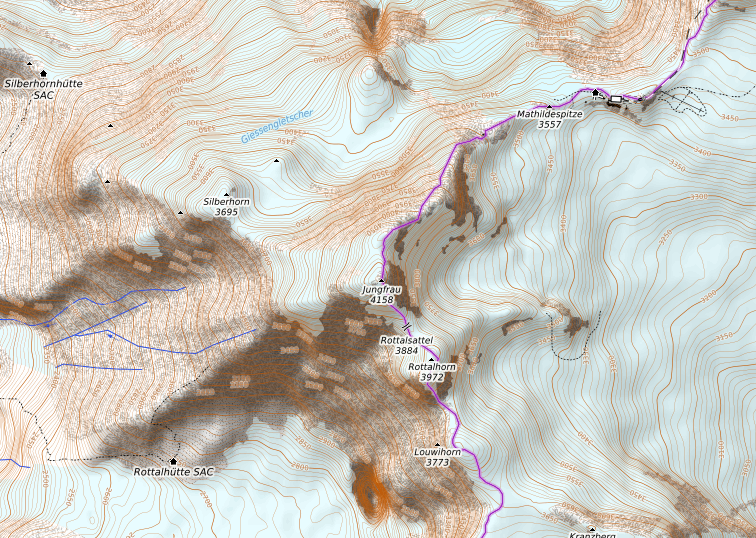
Carte topographique de la Jungfrau.

La Jungfrau est située en Suisse, à la limite entre les cantons du Valais et de Berne. Le sommet s'élève à 4 158 mètres d'altitude, dans les Alpes bernoises, et domine les vallées de Grindelwald et de Lauterbrunnen et le lac de Thoune.

## Histoire
Depuis 1912, le Jungfraubahn, plus haut chemin de fer à crémaillère d’Europe, conduit au col du Jungfraujoch (entre le Mönch et la Jungfrau), à plus de 3 400 mètres d’altitude.

### Ascensions
- 1811 - Première ascension par les frères Meyer (Johann Rudolf le Jeune et Hieronymus), d’Aarau ; cette ascension prit trois jours et cette durée exceptionnellement longue s'explique par l'ampleur du massif des Alpes bernoises
- 1881 - Première ascension sans guide, au crédit de Frederick Gardiner en compagnie de Charles Pilkington et Lawrence Pilkington
- 1926 - Première ascension de la face nord par Hans Lauper
- 2007 - Le 12 juillet, un groupe de 6 hommes de l'école de recrue 15 de spécialistes de montagne de l'Armée suisse, basé à Andermatt, entreprend l'ascension de la face sud. Alors qu'ils se trouvent à 3 800 mètres, ils déclenchent une avalanche qui emporte les deux cordées de trois hommes, les tuant tous[3].

## Activités

### Alpinisme
Avec ses voisins l'Eiger et le Mönch, la Jungfrau forme un triptyque, avec notamment un alignement de faces nord.

### Protection environnementale
En 2001, l'UNESCO a inscrit le site Alpes suisses Jungfrau-Aletsch, qui regroupe la Jungfrau, le glacier d'Aletsch et le Bietschhorn, au patrimoine mondial.

## Culture

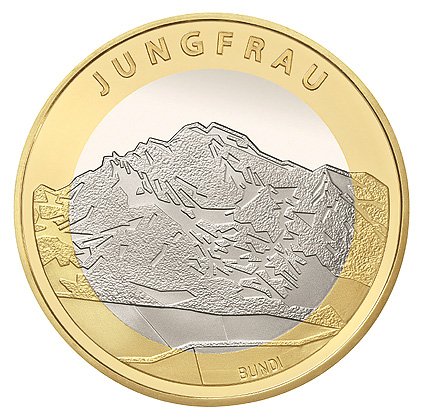
Pièce de monnaie de 10 francs suisses

En 2005, la Jungfrau apparaît sur une pièce de monnaie commémorative de 10 francs suisses.
La Jungfrau fait partie des montagnes qui apparaissent sur la photo officielle de 2024 du Conseil fédéral.